# Benedetto dal Buono
Benedetto dal Buono (Lugo, 7 maggio 1711 – Lugo, 1775) è stato un pittore italiano del periodo neoclassico. Fu attivo per oltre 40 anni tra Emilia, Romagna, Lombardia e Marche.

## Biografia
Figlio di Francesco dal Buono e Marianna Fraccari, nacque a Lugo nel 1711. Fu avviato allo studio dell'arte dall'incisore forlivese Giuseppe Paganelli. Nel 1729 si trasferì a Bologna, dove completò la formazione presso Girolamo Donnini, allievo di Carlo Cignani. Collaborò per 23 anni con l'Accademia del nudo e con la bottega di Donini. Ottimo conoscitore della mitologia classica e della letteratura, a Bologna frequentò anche l'Accademia Clementina, dove nel 1744 e 1745 ottenne il Premio Fiori, tra i riconoscimenti più prestigiosi dell'istituzione bolognese.
Alla morte di Donnini (1743), Dal Buono aprì una sua bottega, pur restando fedele allo stile del maestro, improntato al classicismo. La sua attività tra il 1740 e il 1760 si esplicò soprattutto ad Imola, Faenza, Correggio e Cingoli. Nel 1752 rientrò stabilmente a Lugo, dove fu attivo fino alla morte.
La produzione sacra rappresenta il nucleo principale della sua attività, esito di una lunga consuetudine con ordini religiosi, confraternite e pie istituzioni. Dal Buono fu autore di oltre 40 pale d'altare, il genere più impegnativo della pittura religiosa accademica.

Oltre ai soggetti religiosi, il pittore lughese realizzò opere di argomento profano e numerosi ritratti. Dipinse per la galleria di Paolo Borsi.

Del Buono fu anche mediatore e commerciante d'arte, come dimostra il ruolo svolto nella compravendita di opere per conto del marchese Marcantonio Hercolani di Bologna.
Tra i suoi allievi vi furono Francesco Montanari, Gaetano Nuvoli e Benedetto Zabberoni.